# Johan René
Johan René, född 14 maj 1949 i Malmö Sankt Petri församling i Malmöhus län, är en svensk militär.
René tog filosofie kandidat-examen vid Lunds universitet 1974 och officersexamen vid Krigsskolan 1976. Han blev fänrik vid Livregementets husarer 1976 och var plutonchef där 1976–1982, befordrad till kapten 1979. Han studerade Allmänna armékursen vid Militärhögskolan 1982–1983 och var ställföreträdande skvadronchef vid Livregementets husarer 1983–1984. År 1984 befordrades han till major, studerade Stabskursen vid Armélinjen på Militärhögskolan 1984–1986 och var skvadronchef vid Livregementets husarer 1986–1988. Åren 1988-1989 var han handläggare i Arméstaben och 1989–1991 detaljchef i Planeringssektion 2 i Planeringsledningen i Försvarsstaben. Han var lärare i strategi vid Militärhögskolan 1991–1994 och befordrades 1992 till överstelöjtnant. År 1994 blev han överstelöjtnant med särskild tjänsteställning och var 1994–1995 utbildningsledare vid Livregementets husarer samt chef för Planeringsavdelningen i Operationsledningen vid Högkvarteret 1995–1998. År 1998 befordrades han till överste och han tjänstgjorde från 1998 till sin pensionering 2016 vid Försvarshögskolan, däribland som huvudlärare i taktik och operationer tillika studierektor 1998–2006 och som chef för Officersprogrammet 2006–2014.
Johan rené är ordförande för överstyrelsen i Försvarsutbildarna och styrelseordförande i Försvarsutbildarna Stockholm och Södermanland. 
Johan René invaldes 1993 som ledamot av Kungliga Krigsvetenskapsakademien.